# Bodyjar
I Bodyjar sono una band pop punk australiana formatasi a Melbourne nel 1994. La band esisteva già da 1993 ma con il nome di Helium.
La formazione attuale comprende soltanto due dei membri fondatori del gruppo: il cantante e chitarrista Cameron Baines e il bassista Grant Relf, mentre il batterista Shane Wakker rimpiazzò Ross Heatherington, ritiratosi dopo la registrazione di Take a Look Inside, e infine il secondo chitarrista Tom Read che prese il posto di Ben Patterson, che lasciò il gruppo nel 2004.